# Automate hayashii
Automate hayashii is een garnalensoort uit de familie van de Alpheidae. De wetenschappelijke naam van de soort is voor het eerst geldig gepubliceerd in 2004 door Anker & Komai.